# گورستان س کیقال
گورستان س کیقال مربوط به هزاره اول قبل از میلاد - دوره اشکانیان است و در شهرستان ورزقان، بخش مرکزی، دهستان ازومدل شمالی، ۳۰۰ متری جنوب روستای کیقال واقع شده و این اثر در تاریخ ۱۲ شهریور ۱۳۸۶ با شمارهٔ ثبت ۱۹۳۳۱ به‌عنوان یکی از آثار ملی ایران به ثبت رسیده است.